# D.V. More Record
 (août 2024).
Si vous disposez d'ouvrages ou d'articles de référence ou si vous connaissez des sites web de qualité traitant du thème abordé ici, merci de compléter l'article en donnant les références utiles à sa vérifiabilité et en les liant à la section « Notes et références ».
D.V. More Record est un  label de musique italien, active depuis 1986.

## Histoire
Le label a été fondé en 1986 par Vincenzo Dentico (qui a ensuite repris les rênes de Disco Più, en faisant la « pépinière » de nouveaux artistes). D.V. More Record tire son nom de l'abréviation de « Disco Vivaio », qui signifie fente d'enregistrement en italien, et de la combinaison du mot more, qui signifie plus en anglais.
Tout en publiant également du matériel original, D.V More Record s'est spécialisé dans la re-proposition d'artistes du passé avec leurs tubes réarrangés, selon des sonorités plus modernes : parmi les nombreux chanteurs qui ont enregistré pour le label figurent Giuni Russo, Fiordaliso, Mino Reitano, Tiziana. Rivale, Franco Tozzi, Gilda Giuliani, les Nouveaux Anges, Vase Ovale, les Garçons du Soleil, Mal, Louiselle, Valerio Liboni, Umberto Napolitano, Gianni Celeste, Angelo Cavallaro, Salvo Nicolosi, Ghigo Agosti, Luca Sepe, Marisa Sacchetto, Ida Rendano, Natale Galletta, Nino D'Angelo, Gianni Fiorellino, Salvatore Adamo, Bruno Filippini et Massimo Ranieri.
Cette tâche a été facilitée par la cession complète des catalogues par les propriétaires - dans les années 1990, grâce à la crise et à la terreur de la fin de la distribution physique des supports musicaux - afin qu'ils puissent être acquis par DV à bas prix.

## Disques publiés
Pour la datation on se base sur l'étiquette du disque, ou sur le vinyle ou, enfin, sur la pochette, si aucun de ces éléments n'avait de datation, on se base sur la numérotation du catalogue, le cas échéant, le mois est reporté sur l'année c'est le jour.

### CD
| Numéro de catalogue | An   | Interprète                   | Titres                                      |
| ------------------- | ---- | ---------------------------- | ------------------------------------------- |
| VD 1018             | 1991 | Franco Morgia                | Melo Morgia chante les haricots             |
| DV 5775             | 1994 | Gianni Morandi               | A genoux près de toi                        |
| DV 5769             | 1994 | Gianni Morandi / Rita Pavone | le meilleur de Gianni Morandi e Rita Pavone |
| DV 5930             | 1996 | Mal                          | I Successi Mal                              |
| DV 5932             | 1996 | Mal                          | I Successi di Mal                           |
| DV 6242             | 1997 | Franco Tozzi                 | Franco Tozzi en direct                      |
| DV 6268             | 1998 | Ghigo Agosti                 | Coccinella Ghigo                            |
| DV 6342             | 1999 | Les Géants                   | Il Meglio                                   |
| DV 6395             | 1999 | Marco Armani                 | Il Meglio                                   |
| DV 6411             | 2000 | Giuni Russo                  | I Successi                                  |
| DV 6515             | 2000 | Noris De Stefani             | L'amore.. vuole e se ne va                  |
| DV 6636             | 2000 | Nanni Svampa                 | Nanni Svampa canta Brassens                 |
| DV 6744             | 2004 | Mino Reitano                 | Italia In Diretta                           |